# 제43회 금마장
제43회 금마장은 2006년 11월 10일에 열린 시상식이다.

## 수상 및 후보

### 장편영화상
- 아버지와 아들 - 담가명 수상
- 크레이지 스톤 - 닝 하오
- 방축 - 두기봉
- 실크 - 수 차오핑
- 퍼햅스 러브 - 진가신

### 단편영화상
- 바람의 비밀 - 왕 옌니 수상
- Next Door
- 53 Flower House
- Days on The Crosswalk

### 다큐멘터리상
- 기적의 여름 - 양 리 쵸우 외1명 수상
- Doctor

### 감독상
- 퍼햅스 러브 - 진가신 수상
- 크레이지 스톤 - 닝 하오
- 방축 - 두기봉
- 실크 - 수 차오핑

### 남우주연상
- 아버지와 아들 - 곽부성 수상
- 도그 바이트 도그 - 이찬삼
- 오퍼레이션 언더커버 - 오진우
- 고인돌 가족 - 시리즈 - 장첸

### 여우주연상
- 퍼햅스 러브 - 저우쉰 수상
- 이모의 포스터모던 라이프 - 스친가오와
- 귀역 - 이심결
- 호기심이 고양이를 죽인다 - 류자링

### 남우조연상
- 아버지와 아들 - 오경도 수상
- 정의아심지 - 두문택
- The Touch of Fate - Wu Zhong Tian
- 영원한 여름 - 장효전

### 여우조연상
- 리플렉션 - Nikki Shie 수상
- 엄마는 벨리 댄서 - 담은미
- 이모의 포스터모던 라이프 - 자오웨이
- 홀로 잠들고 싶지 않아 - Pearlly Chua

### 신인배우상
- 영원한 여름 - 장예가 수상
- The Touch of Fate - Wu Zhong Tian
- 아버지와 아들 - Goum Ian Iskandar
- 영원한 여름 - 장효전

### 각본상
- 크레이지 스톤 - 닝 하오 수상
- 실크 - 수 차오핑
- The Touch of Fate - Pan Zhi Yuan, Liu Hsueh Jung
- 아버지와 아들 - 담가명 외 1명

### 각색상
- 아이들의 훈장 - 장위엔 외 1명 수상
- 이모의 포스터모던 라이프 - Li Qiang
- 용호문 - Edmond Wong

### 촬영상
- 퍼햅스 러브 - 포덕희 수상
- 야연 - 장 리
- 아버지와 아들 - 리판빙
- 고인돌 가족 - 시리즈 - Wang Yu

### 편집상
- 새해의 꿈 - Chen Po WenLiu Chun-hsiu 수상
- 크레이지 스톤 - Yuan Du
- 방축 - 데이비드 M. 리처드슨
- 퍼햅스 러브 - Wenders Li 외 1명

### 미술상
- 야연 - Tim Yip 수상
- 귀역 - Narongchai Aunn-Jai
- 퍼햅스 러브 - 김원혁
- 고인돌 가족 - 시리즈 - 와다 에미 외 1명

### 액션감독상
- 방축 - Ling Chun Pong, Wong Chi Wai 수상
- 용호문 - 견자단
- 퍼햅스 러브 - 파라 칸 외 1명
- 무인 곽원갑 - Yuan Woo Ping

### 영화음악상
- 새해의 꿈 - 임강 수상
- 야연 - 탄 둔
- 실크 - 피터 캄
- 퍼햅스 러브 - 피터 캄

### 주제가상
- 퍼햅스 러브 - Crossroad 수상
- 야연 - Longing in Silence
- 리플렉션 - Urge
- 영원한 여름 - Eternal Summer

### 분장/의상디자인상
- 야연 - Tim Yip 수상
- 퍼햅스 러브 - 김원혁
- 아버지와 아들 - Tam Ka Ming, Tu Hsu Chung
- 고인돌 가족 - 시리즈 - 와다 에미 외 1명

### 시각효과상
- 실크 - Foo Sing Choong 수상
- 귀역 - NG Yuen Fai
- 퍼햅스 러브 - HO Siu Lun, Pornpol Sakarin
- 삼장법사의 모험 - 에디 웡 외 1명

### 음향효과상
- 아무르 레전드 - Tu Du Chi 외 2명 수상
- 귀역 - Jadet Chawang
- 퍼햅스 러브 - Kinson Tsang
- 홀로 잠들고 싶지 않아 - Tu Duu Chih 외 1명

### 특별상
- Cheng Tzu Fu 수상

### 포모즈영화상
- 새해의 꿈 - Top Film Company, Leader Entertainment Company Ltd. 수상
- The Touch of Fate - TLF Production Co, Ltd
- Days on The Crosswalk - 국립대만대학교 동영상예술학부

### 포모즈영화제작자상
- Kuo Lichi 수상
- Pan Zhi Yuan
- Berlin Chen